# Alpha Persei
Alpha Persei (α Per, α Persei) é a estrela mais brilhante da constelação de Perseus. É também conhecida tradicionalmente pelos nomes Mirfak, Algenib ou Alcheb. Contudo, Algenib é também usado como designação da Gamma Pegasi.
É uma supergigante amarela (classificação estelar F5), cerca de 5 000 vezes mais luminosa que o Sol (magnitude aparente de +1.84), e situa-se a 580 anos luz da Terra.
Mirfak é membro de um aglomerado estelar que é facilmente identificável apenas com o uso de binóculos e que inclui outras estrelas menos luminosas da mesma constelação.
No diagrama de Diagrama de Hertzsprung-Russell, Mirfak encontra-se sensivelmente perto da região onde se encontram as Cefeidas. É, por isso, de grande importância para o estudo destas estrelas que são utilizadas como vela padrão.

## Coordenadas (equinóciode2000)
- Ascensão recta: 03h 24m 19s
- Declinação: +49° 51' 40"